# Русинко Марія Михайлівна
Марія Михайлівна Русинко (Петровці) (17 листопада 1925, тепер Закарпатська область — ?) — українська радянська діячка, новатор сільськогосподарського виробництва, бригадир Мукачівського виноградарського радгоспу Закарпатської області. Герой Соціалістичної Праці (5.10.1949). Депутат Верховної Ради УРСР 3-го скликання.

## Життєпис
Народилася в селянській родині. Член ВЛКСМ.
З кінця 1940-х років — ланкова, бригадир виноградарської бригади Мукачівського виноградарського радгоспу Міністерства харчової промисловості СРСР села Лавки Мукачівського району Закарпатської області. Збирала високі врожаї винограду. У 1948 році отримала урожай винограду 94,7 центнера з гектара на площі 3,5 га.
Потім — на пенсії у місті Мукачево Закарпатської області.

## Нагороди
- Герой Соціалістичної Праці (5.10.1949)
- орден Леніна (5.10.1949)
- ордени
- медалі
- Почесна грамота Президії Верховної Ради Української РСР (24.06.1965)